# Sông Truồi
Sông Truồi là con sông nằm trên địa bàn huyện Phú Lộc, thành phố Huế, chính xác là nó nằm ở vùng Truồi chảy qua ba xã Lộc Hòa, Lộc Điền và Lộc An, theo đại nam nhất thống chí do nhà Nguyễn ghi chép thì Sông Truồi có tên là sông "Hưng Bình" thượng nguồn sông truồi bắt đầu từ núi Bạch Mã và Núi Truồi "Ứng Đôi" và hạ nguồn ở làng Bàn Môn chảy ra phá Tam Giang. Hiện nay thì nước sông Truồi chịu sự chi phối của đập thủy lợi hồ Truồi và sự ô nhiếm do gia tăng dân số mà chủ yêu là ý thức bảo vệ môi trường của người dân còn kém khiến dòng sông không còn trong xanh nữa.